# Chiesa di Santa Maria Maddalena (Corniglio)
La chiesa di Santa Maria Maddalena è un luogo di culto cattolico dalle semplici forme neoclassiche situato in via Roccaferrara 66 a Roccaferrara Superiore, piccola frazione di Corniglio, in provincia e diocesi di Parma; è sede di una parrocchia compresa nella zona pastorale della Montagna.

## Storia
Il luogo di culto originario medievale, edificato nelle vicinanze del castello, fu completamente ricostruito intorno al 1770.
Tra il 1789 e il 1790 il presbiterio fu modificato con la chiusura della finestra centrale e l'apertura di due laterali.

## Descrizione

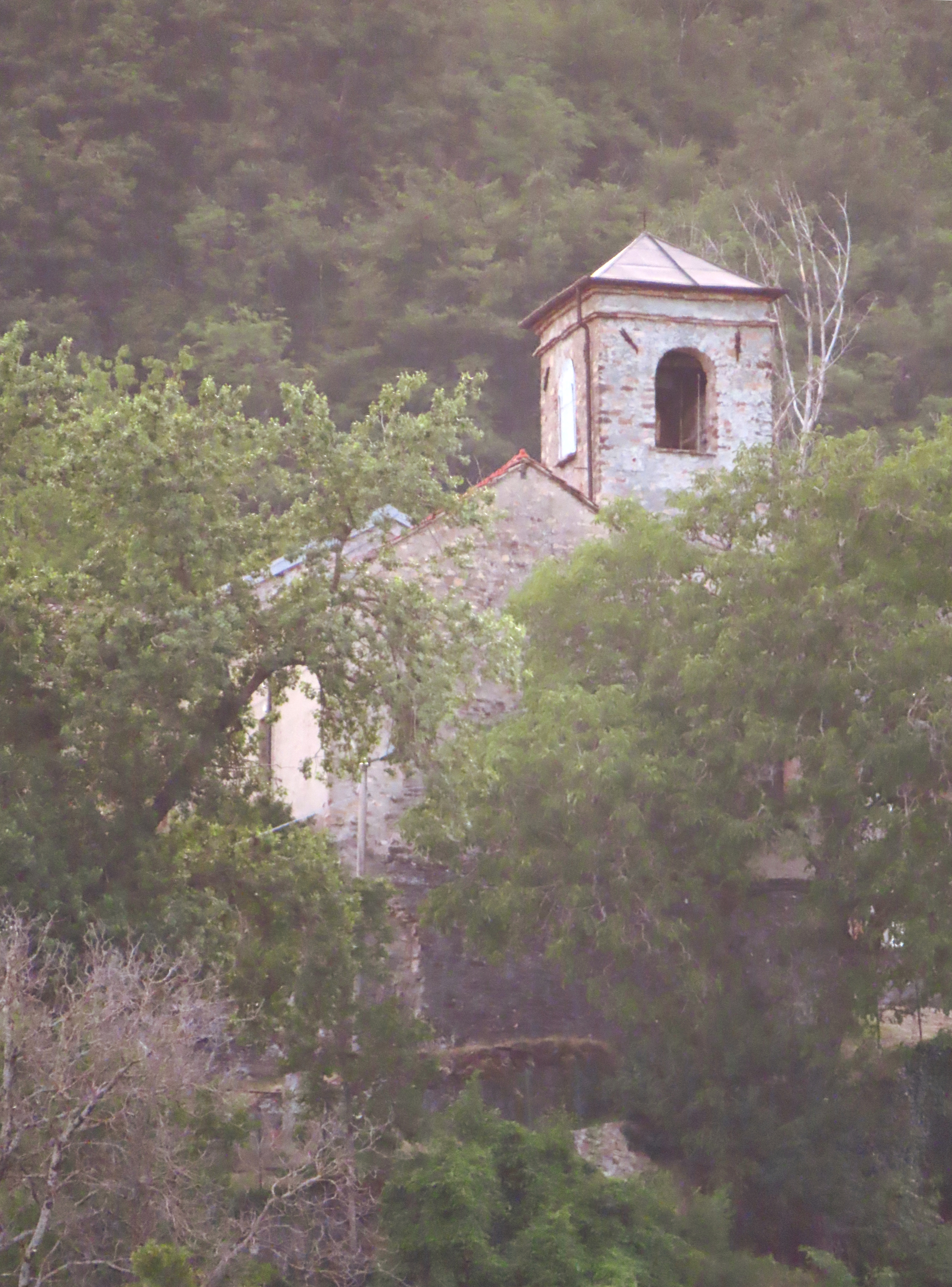
Campanile

La chiesa, priva di facciata in quanto addossata a ovest ad altri edifici, si sviluppa su una pianta a navata unica, con ingresso laterale a nord e presbiterio a est.
I semplici prospetti laterali, la torre campanaria e il retro sono interamente rivestiti in pietra, in continuità con le costruzioni adiacenti. Il portale d'ingresso ad arco ribassato è collocato anonimamente tra le aperture della casa contigua; in prossimità si eleva in aggetto il massiccio campanile, con accesso ad arco ribassato a ovest, sormontato da una piccola finestra di forma analoga; la cella campanaria si affaccia sui quattro lati attraverso monofore ad arco a tutto sesto.
All'interno la navata, coperta da una volta a botte in tavole di legno sostenute da una serie di mensole laterali, è completamente priva di decorazioni.
Il presbiterio, lievemente sopraelevato, si sviluppa in perfetta continuità con l'aula; sul fondo si aprono due finestre laterali, mentre sui fianchi sono collocate simmetricamente due nicchie in pietra contenenti statue; al centro è posizionato l'altare maggiore a mensa in pietra.